# Urgut
Urgut fou un estat uzbek independent governat per begs propis que exercien el càrrec de manera hereditària. Els begs de Magian, Kshtut i Farab, al Kohistan a les muntanyes a l'orient de Samarcanda, reconeixien la seva sobirania.
L'estat fou de fet independent al segle xvi i xvii però als primers anys del segle xviii fou sotmès per Haydar Tura de Bukharà (1799-1826). Llavors era governat per Yuldash Parmanachi, que fou fet presoner i enviat a Bukharà; els tres begs vassalls també van reconèixer la sobirania de Bukharà. Un temps després, Katta Beg, fill de Yuldash, va recuperar-ne el domini i va sotmetre Magian i Kshtut el govern dels quals va cedir al seu germà Sultan Beg. Va haver de lluitar contra Haydar Tura i va arribar a atacar Samarcanda; finalment es va acordar la pau casant la filla de Katta beg amb Nasrullah, fill d'Haydar, i es va conservar la regió com a feu de Bukharà. A la seva mort Irgut va passar als seus fills Adil Parmanachi a Urgut, i Allayar Datkha, a Magian.
Nasrullah va governar Bukharà del 1826 al 1860. Poc abans de morir va cridar els dos begs a Bukharà i els va enviar a l'exili a Chardjui amb les seves famílies, i molts hi van morir. Nasrullah va nomenar nous begs pels districtes muntanyosos. El designat a Urgut va governar fins a la conquesta de Samarcanda pels russos el maig del 1868. Llavors va fugir i un príncep de la dinastia local, Hussein Beg, que havia fugit de Chardjui i s'havia refugiat al Kanat de Kokand, va aprofitar l'ocasió per apoderar-se del beklik. Expulsat pels russos es va retirar a Magian, on es va establir mentre el seu germà Shadi el va nomenar a Kshtut, i el seu cosí Seyid a Farab.
El 1870 el beg de Magian fou capturat pels russos i després de la conquesta russa del beylik de Shahr-i Sabz el mateix any, un destacament rus es va dirigir a la vall del Kashka Darya, cap a Farab i Magian; els begs de Kshtut i Farab, Shadi i Seyid, havien estat implicats suposadament en recents atacs als russos: les dues fortaleses foren destruïdes i els dos begs es van haver de rendir. Ushtut, Farad i Magian foren annexionats al districte d'Urgut el 1870 i la resta dels districtes de la muntanya ho foren el 1871.